# Édit du Toisé
L'édit du Toisé de janvier 1644, est en France, un nouvel impôt foncier royal envisagé par Particelli pour faire face aux besoins financiers de la couronne destinés à soutenir la guerre de Trente Ans et celle engagée contre l'Espagne.
Il organise le toisage (calcul de la surface) des bâtiments construits dans les faubourgs de Paris malgré les interdictions de 1548 (Édit d'Henri II), renouvelées en 1627 et 1633 sous contrainte de démolition ou de forte amende. Toutefois ces Édits royaux n'avaient jusqu'alors jamais été appliqués.
Les propriétaires de ces immeubles auraient dû payer un impôt de 50 sous par toise carrée de surface bâtie (la toise vaut environ 2 mètres de long).
Ce projet suscite des troubles urbains en juillet 1644 et le parlement de Paris obtient l'exemption pour ses membres, pour les avocats, les procureurs, les notaires et les officiers de l'Université. Le gouvernement doit y renoncer en 1645 après une nouvelle et vaine tentative. Le besoin d'argent n'a pas disparu et Particelli envisage de rétablir la Taxe des Aisés.